# Rajd Podlaski 2023
42. Rajd Podlaski – 42. edycja Rajdu Podlaskiego. To rajd samochodowy, który był rozegrany w dniach 1–3 czerwca 2023 roku. Bazą rajdu było miasto Białystok. Była to trzecia runda rajdowych samochodowych mistrzostw Polski w roku 2023.

## Lista zgłoszeń
Poniższa lista spośród 34 zgłoszonych zawodników obejmuje tylko zawodników startujących w najwyższej klasie 2, samochodami grupy Rally 2.
| Nr | Kierowca            | Pilot             | Samochód               | Klasa | Klasyfikacja |
| -- | ------------------- | ----------------- | ---------------------- | ----- | ------------ |
| 1  | Grzegorz Grzyb      | Adam Binięda      | Škoda Fabia Rally2 evo | 2     | Poland       |
| 2  | Łukasz Byśkiniewicz | Daniel Siatkowski | Škoda Fabia Rally2 evo | 2     | Poland       |
| 3  | Sylwester Płachytka | Rafał Fiołek      | Škoda Fabia Rally2 evo | 2     | Poland       |
| 4  | Jarosław Szeja      | Marcin Szeja      | Hyundai i20 R5         | 2     | Poland       |
| 5  | Jarosław Kołtun     | Ireneusz Pleskot  | Ford Fiesta Rally2     | 2     | Poland       |
| 6  | Tomasz Ociepa       | Michał Kuśnierz   | Škoda Fabia Rally2 evo | 2     | Poland       |
| 7  | Aleksander Terlecki | Michał Marczewski | Škoda Fabia Rally2 evo | 2     | Poland       |
| 8  | Rafał Kwiatkowski   | Kamil Kozdroń     | Škoda Fabia Rally2 evo | 2     | Poland       |
| 9  | Łukasz Kotarba      | Tomasz Kotarba    | Citroën C3 Rally2      | 2     | Poland       |
| 10 | Adrian Chwietczuk   | Jakub Wróbel      | Škoda Fabia Rally2 evo | 2     |              |
| 11 | Radosław Typa       |                   | Škoda Fabia Rally2 evo | 2     |              |

## Zwycięzcy odcinków specjalnych[2]
| Dzień     | Numer odcinka | Nazwa odcinka           | Długość  | Zwycięzca odcinka   | Samochód               | Czas   | Lider rajdu    |
| --------- | ------------- | ----------------------- | -------- | ------------------- | ---------------------- | ------ | -------------- |
| 2 czerwca | OS1           | Małynka 1               | 14,10 km | Jarosław Szeja      | Hyundai i20 R5         | 6:22.1 | Jarosław Szeja |
| 2 czerwca | OS2           | Małynka 2               | 14,10 km | Grzegorz Grzyb      | Škoda Fabia Rally2 evo | 6:14.3 | Grzegorz Grzyb |
| 2 czerwca | OS3           | Białystok               | 1,5 km   | Łukasz Byśkiniewicz | Škoda Fabia Rally2 evo | 1:17.9 | Grzegorz Grzyb |
| 3 czerwca | OS4           | Zubry 1                 | 17,15 km | Grzegorz Grzyb      | Škoda Fabia Rally2 evo | 8:24.2 | Grzegorz Grzyb |
| 3 czerwca | OS5           | Glejsk 1                | 8,90 km  | Grzegorz Grzyb      | Škoda Fabia Rally2 evo | 4:36.5 | Grzegorz Grzyb |
| 3 czerwca | OS6           | Zubry 2                 | 17,15 km | Grzegorz Grzyb      | Škoda Fabia Rally2 evo | 8:08.6 | Grzegorz Grzyb |
| 3 czerwca | OS7           | Glejsk 2                | 8,90 km  | Grzegorz Grzyb      | Škoda Fabia Rally2 evo | 4:32.4 | Grzegorz Grzyb |
| 3 czerwca | OS8           | Długosielce 1           | 4,55 km  | Sylwester Płachytka | Škoda Fabia Rally2 evo | 2:03.2 | Grzegorz Grzyb |
| 3 czerwca | OS9           | Kuźnica 1               | 7,20 km  | Sylwester Płachytka | Škoda Fabia Rally2 evo | 3:34.0 | Grzegorz Grzyb |
| 3 czerwca | OS10          | Długosielce 2           | 4,55 km  | Jarosław Szeja      | Hyundai i20 R5         | 2:02.3 | Grzegorz Grzyb |
| 3 czerwca | OS11          | Kuźnica 2 [Power Stage] | 7,20 km  | Grzegorz Grzyb      | Škoda Fabia Rally2 evo | 3:29.4 | Grzegorz Grzyb |

### Power Stage – OS11[3]
| Miejsce | Kierowca            | Pilot             | Samochód               | Czas/strata | Punkty |
| ------- | ------------------- | ----------------- | ---------------------- | ----------- | ------ |
| 1       | Grzegorz Grzyb      | Adam Binięda      | Škoda Fabia Rally2 evo | 3:29.4      | 5      |
| 2       | Sylwester Płachytka | Rafał Fiołek      | Škoda Fabia Rally2 evo | + 0.3       | 4      |
| 3       | Łukasz Kotarba      | Tomasz Kotarba    | Citroën C3 Rally2      | +2.9        | 3      |
| 4       | Łukasz Byśkiniewicz | Daniel Siatkowski | Škoda Fabia Rally2 evo | +3.9        | 2      |
| 5       | Jarosław Kołtun     | Ireneusz Pleskot  | Ford Fiesta Rally2     | +4.0        | 1      |

## Wyniki końcowe rajdu
W klasyfikacji RSMP dodatkowe punkty przyznawane są za odcinek Power Stage.
| Miejsce                       | Kierowca                      | Pilot                         | Samochód                      | Czas                          | Strata                        | Grupa Klasa                   | Punkty                        |
| Klasyfikacja generalna i RSMP | Klasyfikacja generalna i RSMP | Klasyfikacja generalna i RSMP | Klasyfikacja generalna i RSMP | Klasyfikacja generalna i RSMP | Klasyfikacja generalna i RSMP | Klasyfikacja generalna i RSMP | Klasyfikacja generalna i RSMP |
| ----------------------------- | ----------------------------- | ----------------------------- | ----------------------------- | ----------------------------- | ----------------------------- | ----------------------------- | ----------------------------- |
| 1                             | Grzegorz Grzyb                | Adam Binięda                  | Škoda Fabia Rally2 evo        | 50:49.6                       | –                             | 2                             | 30+5                          |
| 2                             | Sylwester Płachytka           | Rafał Fiołek                  | Škoda Fabia Rally2 evo        | 51:01.5                       | +11.9                         | 2                             | 24+4                          |
| 3                             | Jarosław Szeja                | Marcin Szeja                  | Hyundai i20 R5                | 51:07.6                       | +18.0                         | 2                             | 21                            |
| 4                             | Łukasz Byśkiniewicz           | Daniel Siatkowski             | Škoda Fabia Rally2 evo        | 51:21.5                       | +31.9                         | 2                             | 19+2                          |
| 5                             | Łukasz Kotarba                | Tomasz Kotarba                | Citroën C3 Rally2             | 51:21.8                       | +32.2                         | 2                             | 17+3                          |
| 6                             | Jarosław Kołtun               | Ireneusz Pleskot              | Ford Fiesta Rally2            | 52:38.0                       | +1:48.4                       | 2                             | 15+1                          |
| 7                             | Piotr Parys                   | Damian Syty                   | Ford Fiesta Rally3            | 53:49.1                       | +2:59.5                       | 3                             | 13                            |
| 8                             | Jakub Matulka                 | Daniel Dymurski               | Ford Fiesta Rally3            | 53:49.8                       | +3:00.2                       | 3                             | 11                            |
| 9                             | Rafał Kwiatkowski             | Kamil Kozdroń                 | Škoda Fabia Rally2 evo        | 54:07.3                       | +3:17.7                       | 2                             | 9                             |
| 10                            | Piotr Krotoszyński            | Mateusz Martynek              | Ford Fiesta Rally3            | 54:47.6                       | +3:58.0                       | 3                             | 7                             |
| 11                            | Marek Roefler                 | Marek Bała                    | Ford Fiesta Rally3            | 55:04.5                       | +4:14.9                       | 3                             | 5                             |
| 12                            | Gracjan Predko                | Michał Jurgała                | Peugeot 208 Rally4            | 56:29.3                       | +5:39.7                       | 4                             | 4                             |
| 13                            | Grzegorz Bonder               | Paweł Pochroń                 | Renault Clio Rally4           | 56:40.7                       | +5:51.1                       | 4                             | 3                             |
| 14                            | Jacek Sobczak                 | Mateusz Pawłowski             | BMW 316 Ti Compact E46        | 57:01.4                       | +6:11.8                       | NAT3                          | 2                             |
| 15                            | Aleksander Terlecki           | Michał Marczewski             | Škoda Fabia Rally2 evo        | 57:06.3                       | +6:16.7                       | 2                             | 1                             |

## Klasyfikacja kierowców RSMP 2023 po 3. rundach
Punkty otrzymuje 15 pierwszych zawodników, którzy ukończą rajd według klucza:
| Miejsce | 1  | 2  | 3  | 4  | 5  | 6  | 7  | 8  | 9 | 10 | 11 | 12 | 13 | 14 | 15 |
| Punkty  | 30 | 24 | 21 | 19 | 17 | 15 | 13 | 11 | 9 | 7  | 5  | 4  | 3  | 2  | 1  |

Dodatkowe punkty zawodnicy zdobywają za ostatni odcinek specjalny zwany Power Stage, punktowany: za zwycięstwo – 5, drugie miejsce – 4, trzecie – 3, czwarte – 2 i piąte – 1 punkt.
| Miejsce | 1 | 2 | 3 | 4 | 5 |
| Punkty  | 5 | 4 | 3 | 2 | 1 |

W tabeli uwzględniono miejsce, które zajął zawodnik w poszczególnym rajdzie, a w indeksie górnym umieszczono miejsce zajęte na ostatnim, dodatkowo punktowanym odcinku specjalnym tzw. Power Stage.
| Poz. | Kierowca            | Świdnicki | Polski | Podlaski | Małopolski | Rzeszowski | Śląska | Wisły | Suma punktów |
| ---- | ------------------- | --------- | ------ | -------- | ---------- | ---------- | ------ | ----- | ------------ |
| 1    | Grzegorz Grzyb      | 14        | 34     | 1        |            |            |        |       | 90           |
| 2    | Sylwester Płachytka | 21        | 5³     | 2        |            |            |        |       | 77           |
| 3    | Mārtiņš Sesks       | 3²        | 1      |          |            |            |        |       | 60           |
| 4    | Łukasz Byśkiniewicz | 45        | 4      | 4        |            |            |        |       | 60           |
| 5    | Jarosław Kołtun     | 7         | 6      | 65       |            |            |        |       | 44           |
| 6    | Jarosław Szeja      | 5³        | 225    | 3        |            |            |        |       | 42           |
| 7    | Mikołaj Marczyk     |           | 2²     |          |            |            |        |       | 28           |
| 8    | Piotr Parys         | 6         | 21     | 7        |            |            |        |       | 28           |
| 9    | Łukasz Kotarba      | NU        | 23     | 53       |            |            |        |       | 20           |
| 10   | Jakub Matulka       | 10        | 15     | 8        |            |            |        |       | 19           |
| 11   | Gracjan Predko      | 12        | 8      | 12       |            |            |        |       | 19           |
| 12   | Marek Roefler       | 19        | 7      | 11       |            |            |        |       | 18           |
| 13   | Rafał Kwiatkowski   | 9         | NU     | 9        |            |            |        |       | 18           |
| 14   | Piotr Krotoszyński  | 16        | 9      | 10       |            |            |        |       | 16           |
| 15   | Aleksander Terlecki | 8         |        | 15       |            |            |        |       | 12           |
| 16   | Tomasz Ociepa       |           | 10     |          |            |            |        |       | 7            |
| 17   | Grzegorz Bonder     | 13        |        | 13       |            |            |        |       | 6            |
| 18   | Artur Długosz       | 20        | 11     | 19       |            |            |        |       | 5            |
| 19   | Michał Tochowicz    | 11        |        |          |            |            |        |       | 5            |
| 20   | Hubert Kowalczyk    | 14        | 13     | 18       |            |            |        |       | 5            |
| 21   | Filip Pindel        | 17        | 12     | 20       |            |            |        |       | 4            |
| 22   | Gazda Błażej        | 21        | 14     | 21       |            |            |        |       | 2            |
| 23   | Jacek Sobczak       | NU        |        | 14       |            |            |        |       | 2            |
| 22   | Marek Nowak         | 15        |        | 17       |            |            |        |       | 1            |
| Poz. | Kierowca            | Świdnicki | Polski | Podlaski | Małopolski | Rzeszowski | Śląska | Wisły | Suma punktów |